# 願成寺 (徳島県東みよし町)
願成寺（がんじょうじ）は、徳島県東みよし町にある真言宗御室派の寺院である。山号は紫雲山。本尊は釈迦如来。新四国曼荼羅霊場65番札所。阿波西国三十三観音霊場24番札所。四国阿波八供養菩薩霊場「金剛舞菩薩」。

## 歴史
天平年間（729年-748年）に行基によって創建されたと伝わる。戦国時代には四国の中央部を支配していた大西覚養の一族に信仰された。
大西氏の守り本尊である薬師如来は1547年（天文16年）に奈良宿院仏師によってつくられたもので、徳島県指定重要文化財に指定されている。

## 文化財
徳島県指定文化財
- 願成寺薬師如来坐像 - 1993年（平成5年）12月21日に指定。

## 前後の札所
新四国曼荼羅霊場
64番 蓮華寺 ---- 65番 願成寺 ---- 66番 地福寺

## 交通案内
- 四国旅客鉄道（JR四国）土讃線 箸蔵駅より車で約5分。